# Yenガール
Yenガール（いぇんがーる）は、6人組の女性アイドルユニット。正式な表記は｢¥enガール｣。活動期間は2008年12月～2009年3月。

## 概要
フジテレビの深夜番組ゴールドハウスから誕生した、女性6名のアイドルユニット。
番組MCのチュートリアル＋森永卓郎が、「アイドルをデビューさせたらいくら儲かる？」という発想から、世界各国でアイドルオーディションを行い、約1,000名の応募者の中から8名を選抜して結成(うち1名はマネージャーとして採用)。その後なつこを加え、セリナ・タヘを落とし、6名とマネージャー1名で正式に発足した。
結成から2週間（正式発足から6日）後の12月28日(日)11:00～12:30、フジテレビ特設ステージにて新曲デビューイベントを開催した。「観客が500人集まらなかったら即解散」というノルマを見事クリアし(公式発表672人)、活動継続が決定した。

## メンバー
- ミキ（横田美紀）
- なつこ（麻生夏子）
- ミータス（今野美里）
- ロレナ（古藤ロレナ）
- ジュリアン
- エリス（平子恵理寿）
- 夏井(夏井明菜、マネージャー)

## 元メンバー
- セリナ
- タヘ